# Tratado de Lyon (1504)
El tratado de Lyon de 1504, firmado por Luis XII de Francia y Fernando el Católico, puso fin a la segunda guerra de Nápoles con el abandono de las pretensiones francesas al reino de Nápoles en favor de la corona de Aragón.

## Antecedentes
El tratado de Granada firmado en 1500 había establecido una alianza militar entre Francia y Aragón para conquistar Sicilia Citerior, bajo el reinado de Federico. Con el beneplácito del papa Alejandro VI, en 1501 las tropas españolas bajo el mando de Gonzalo Fernández de Córdoba ocuparon la zona sur de la península italiana (las provincias de Calabria y Apulia), que quedó en poder de Aragón, mientras el ejército francés de Bérault Stuart d'Aubigny conquistaba la parte norte del reino (Abruzzo y Labor) para Francia. 
En 1502 surgieron las hostilidades entre ambos ocupantes por la posesión de los territorios intermedios, llegando al enfrentamiento armado. En un principio las fuerzas francesas hicieron retroceder a las españolas reduciéndolas a unas pocas plazas del sur italiano, pero a lo largo de 1503 los españoles derrotaron a los franceses en las batallas de Seminara, Ceriñola y Garellano, acosándolos en Gaeta. El 1 de enero de 1504 la guarnición francesa de Gaeta presentó su capitulación ante Fernández de Córdoba y abandonó Nápoles. La República de Florencia, Siena y Génova se pusieron bajo la protección de España; la república de Venecia (hasta entonces neutral) y Austria se alinearon con el bando español.
Así las cosas, Luis XII recelaba de una posible invasión española sobre el ducado de Milán, que había sido ocupado por Francia en 1499; Fernando el Católico, habida cuenta del gasto económico que habían provocado tres años de guerra, no tenía intención de ordenar el avance de sus tropas más al norte de Nápoles.

## El tratado
El 11 de febrero de 1504 los embajadores españoles Juan Manuel Gralla y Antonio Agustín firmaron el acuerdo con los franceses. El tratado recogía los puntos siguientes: 
- Francia y España mantendrían la paz durante un período de tres años, a contar a partir del 25 de febrero de 1504.
- Ninguno de los firmantes podría establecer alianzas en perjuicio del otro.
- Se restablecerían las relaciones mercantiles entre ambos países, excepción hecha del reino de Nápoles, donde los franceses tendrían prohibido el comercio.
- Francia se abstendría de intervenir en las operaciones militares que las tropas españolas llevarían a cabo para doblegar los últimos focos de resistencia que algunos barones napolitanos mantenían.

El acuerdo fue ratificado por los reyes católicos el 31 de marzo de ese mismo año en Santa María de la Mejorada.

## Consecuencias
El acuerdo sería continuado con la firma del tratado de Blois del año siguiente, en el que ambos monarcas pactaron la cesión del trono napolitano a un posible hijo del matrimonio entre Fernando II de Aragón y Germana de Foix.